# High School Confidential
High School Confidential est une chanson écrite par Ron Hargrave (en) et Jerry Lee Lewis, le 28 janvier 1958. Il s'agit de la chanson du film du même nom réalisé par Jack Arnold.

## Contexte
Jerry Lee Lewis enregistre la chanson au Sun Studio à Memphis (Tennessee), le 14 février 1958. Il se rend ensuite en Californie, où avec le bassiste Jay W. Brown, le batteur Russ Smith et leurs instruments, sur un camion plateau, Jerry Lee chante la chanson en playback devant une foule de faux lycéens. Au cours de cette session, Jerry Lee enregistre au moins 14 prises de High School Confidential, mais à cette époque aucune n'est publiée. Elles ne le seront, officiellement, qu'au début des années 1980 : il s'agit d'une prise au Sun LP 1004 titrée Wild One at the High School Hop (Royaume-Uni, 1982) et trois prises, dans le coffret Jerry Lee Lewis: The Sun Years (Royaume-Uni, 1983).  Jerry Lee reprend la chanson le 24 avril 1958 et l'enregistre à trois reprises sur un rythme plus lent. Deux morceaux des bandes n° 3 et 1, forment la face A du single Sun 296 en mai 1958. Le morceau est également publié au Royaume-Uni en janvier 1959 et sur le premier album éponyme de Jerry Lee Lewis, en 1958. La version du film n'a jamais été publiée.

## Source de la traduction
- (en) Cet article est partiellement ou en totalité issu de l’article de Wikipédia en anglais intitulé « High School Confidential (Jerry Lee Lewis song) » (voir la liste des auteurs).